# Johann Theodor de Bry

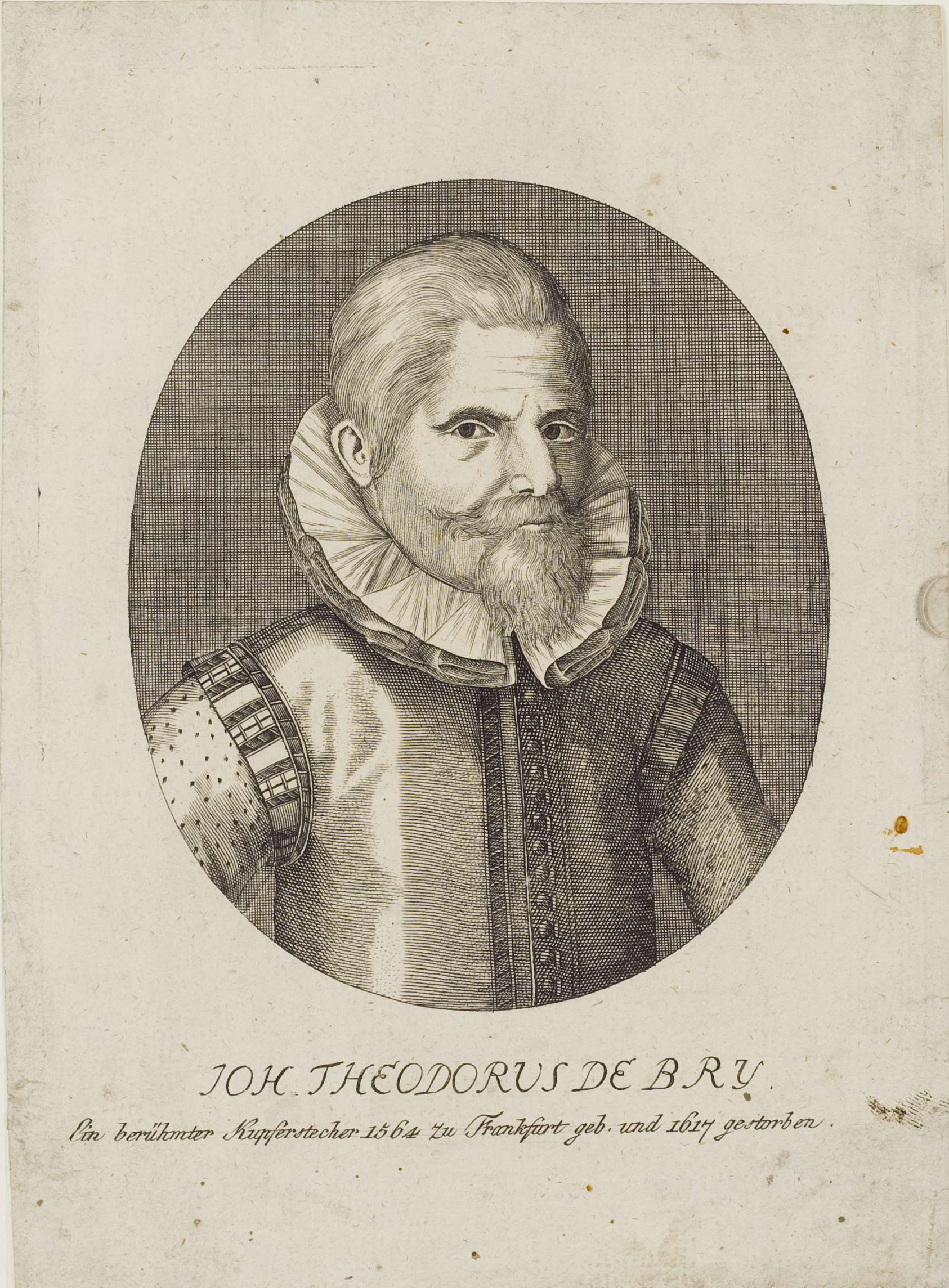
Johann Theodor de Bry

Johann Theodor de Bry (* 1561 in Straßburg; † 31. Januar 1623; auch: Johann Dietrich de Bry, Nachname auch (de) Brey,  Bruy oder Breh) war ein Verleger, Kupferstecher, Zeichner und Büchsenmeister aus der calvinistischen Künstlerfamilie de Bry.
Er siedelte 1609 von Frankfurt am Main in das calvinistischen Glaubensflüchtlingen gegenüber großzügigere Oppenheim um (Welschdorf) und wirkte dort bis zur Rückkehr nach Frankfurt 1619. Seine Spezialität: das reich illustrierte wissenschaftliche Buch. Er nahm 1616 Matthäus Merian in seinen Betrieb auf und wurde 1617 dessen Schwiegervater.

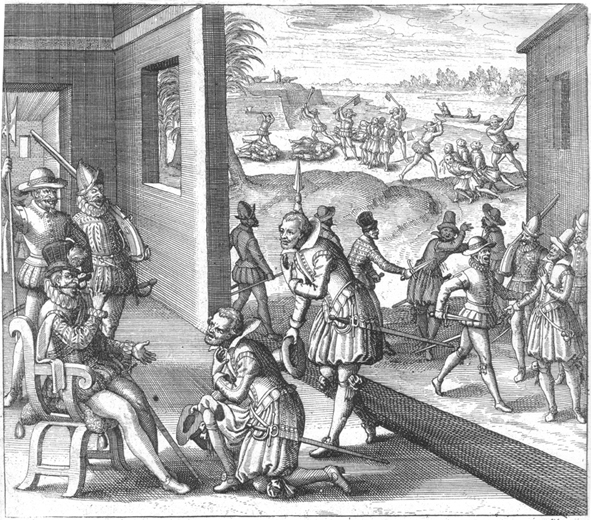
Johann Theodor de Bry, Americae, Frankfurt am Main 1617, S. 200

## Leben

### Anfänge und Frankfurter Zeit
Johann Theodor de Bry und sein Bruder Johann Israel de Bry wurden in Straßburg als Söhne des Lütticher Goldschmieds und Glaubensflüchtlings Theodor de Bry geboren. Die Familie wurde irgendwann zwischen 1570 und 1588 in Frankfurt am Main ansässig und betrieb dort einen Buchverlag, der in erster Linie prachtvolle Kupferstiche veröffentlichte. Für das Herstellen der Drucke und des Drucks der Kupferplatten bediente man sich Frankfurter Drucker.
Der als sehr talentiert und zielstrebig geltende Johann Theodor beschaffte eine Kupferdruckpresse und machte sich 1598 noch kurz vor dem Tod des Vaters, bei dem er das Kupferstechen gelernt hatte, mit seinem Bruder Israel selbständig.
Die de Brys waren Calvinisten und hatten neben anderen niederländischen und wallonischen Glaubensflüchtlingen Arbeit und Brot in Frankfurt gefunden. Allerdings verbot der streng lutherische Rat 1596 den reformierten Gottesdienst, weil er darin eine Gefahr für das Verhältnis der Stadt zum Kaiser und für den Frieden in der Bürgerschaft sah. Die bedrängten Calvinisten versuchten schließlich, nach Hanau überzusiedeln. Dort war Oberamtmann Johann Engelbert von Lautern seit 1589 eifrig für die Einführung des reformierten Bekenntnisses in der Grafschaft Hanau tätig. Im Juni 1597 schloss Graf Philipp Ludwig II. von Hanau-Münzenberg einen Vertrag zur Ansiedlung von calvinistischen Flüchtlingen aus Frankreich und den Spanischen Niederlanden in Hanau, die „Kapitulation der Neustadt Hanau“. Noch im gleichen Jahr setzte der Auszug der Reformierten aus Frankfurt ein, zu denen zahlreiche wohlhabende Familien gehörten. Die de Brys nahmen vorerst noch nicht teil, da der Rat dem Druck nachgab und 1601 den reformierten Gemeinden den Bau einer kleinen Holzkirche vor dem Bockenheimer Tor gestattete.
Im Juli 1608 brannte das reformierte Gotteshaus aus ungeklärten Gründen nieder; der Rat der Stadt gestattete keinen Neubau, sondern verbot den reformierten Gottesdienst auf Frankfurter Territorium. Johann Theodor de Bry beantragte daraufhin im Juli 1609 den Abgang von Frankfurt „… wegen Ausübung der Religion und zum Wohle seiner Kinder …“. Bereits drei Tage später wurde er ihm gewährt.
Der Wegzug von Frankfurt als Buchdruckzentrum und bedeutendem Messeplatz für den Buchvertrieb war ihm wahrscheinlich nicht leichtgefallen, wie man aus seinem Rückkehrgesuch 1619 an den Rat der Stadt erkennen kann.

### Oppenheimer Zeit
Johann Theodor hatte Kupferwerkstatt und Buchverlag in Frankfurt zurückgelassen und nannte sich fortan „Buchhändler zu Oppenheim“. Sein Bruder Johann Israel blieb in Frankfurt und starb dort bald danach im Dezember 1609. Dessen 19-jähriger Stiefsohn Lucas Jennis, der bei den de Brys Kupferstecher gelernt hatte, siedelte ebenfalls nach Oppenheim über, betätigte sich als Kupferstecher und Buchhändler und startete 1616 seinen eigenen Buchverlag.
In der zweiten Jahreshälfte 1616 kam der noch junge, aber bereits anerkannte Basler Kupferstecher Matthäus Merian nach Oppenheim. Er fand bei de Bry ihm sehr zusagende Arbeit und heiratete kurz danach im Februar 1617 dessen Tochter Maria Magdalena. Aus den in dieser Zeit bis Mitte 1619 entstandenen über 300 Kupfersticharbeiten schließt man, dass de Bry auch in Oppenheim über eine Kupferwerkstatt mit Kupferdruckpresse verfügte.
In den 10 Jahren von 1609 bis 1619 muss in Oppenheim ein reges geistiges Leben geherrscht haben, gefördert durch de Bry und seine weitreichenden Beziehungen, wie aus den zahlreichen Buchwidmungen de Brys abzulesen ist.
Die angesehenen Verfasser der von ihm verlegten und mit reichhaltigen Kupferstichen ausgestatteten Werke müssen sich in Oppenheim kürzer oder länger aufgehalten haben, um die Gestaltungsdetails mit ihrem Verleger abzusprechen. Von Wilhelm Fabricius und Michael Maier ist das dokumentiert. Hinzuweisen ist in diesem Zusammenhang auf die beiden Tätigkeitsperioden des ungarischen Wandergelehrten Albert Molnár in Oppenheim von 1611 bis 1612 und von 1615 bis 1619, der zuerst als Korrektor bei Hieronymus Galler arbeitete und dann die Funktion eines Kantors und Rektors der Stadtschule einnahm.

### Rückkehr nach Frankfurt
Im Februar 1619 stellte de Bry einen Antrag an den Rat der Stadt Frankfurt, dorthin zurückkehren zu dürfen, da er Kupferwerkstatt und Buchhandlung dort zurückgelassen habe und wegen seines Alters die Hin- und Herfahrten nicht mehr machen könne. Im Juli konnte er gegen Zahlung von 20 Gulden wieder Bürger in Frankfurt werden.
Schon im Februar 1618 hatte er mit seinem Schwiegersohn Matthäus Merian versucht, in Heidelberg akademischer Bürger zu werden, was aber von der Universität abschlägig beschieden wurde.
Nach dem Tod seines Schwiegervaters (1623) führte Matthäus Merian das Verlagshaus de Bry in Frankfurt fort.

## Ergebnisse der Verlegertätigkeit

### Autoren
Die von de Bry verlegten Autoren dokumentieren seine weitreichenden wissenschaftlichen und künstlerischen Beziehungen. Die Schriften dieser Autoren stattete de Bry meist mit größeren Kupferstichwerken aus und verhalf so dem Kupferstich in Deutschland zum Durchbruch.
| Wissenschaftler - Wilhelm Fabricius, größter Wundarzt seiner Zeit - Helisäus Röslin, Mediziner und Astrologe, Chronologe und Geograph - Caspar Bauhin, berühmter Biologe - Samuel Braun, Schweizer Wundarzt und Afrikaforscher Alchemisten, Geheimbündler - Robert Fludd, britischer Philosoph und Theosoph, Mediziner und Freimaurer - Michael Maier, Arzt, Alchemist und Rosenkreuzer - Balduin Clodius, Prediger und Alchemist - Paracelsus, Arzt, Alchemist und Astrologe, Mystiker, Laientheologe und Philosoph Humanisten, Protestanten - Albert Molnar, ungarischer Wandergelehrter, Kantor und Rektor in Oppenheim - Janus Jakob Boissard, französischer Protestant und lateinischer Dichter - Johann Adam Lonicerus, Humanist und gelehrter Schriftsteller Architekten, Baumeister - Jean Errard, Vater der französischen Festungsbaukunst - Bonaiuto Lorini, florentinischer Festungsbaumeister - Jacques Perret, hugenottischer Architekt, Visionär (Ideale Städte) - Daniel Specklin, elsässischer Festungsbaumeister, Ingenieur und Kartograph | Schriftsteller - Julius Wilhelm Zincgref, Lyriker, Spruchdichter und Herausgeber - Giorgio Basta, Habsburger General und Militärschriftsteller - Johann Jacobi von Wallhausen, deutscher Militärschriftsteller - Diego de Ufano spanischer Artilleriekapitän und Erfinder Andere - Bartholomé de Las Casas, spanischer Dominikaner und Jurist, Vorkämpfer für die Menschenrechte - Louyse Bourgeois, französische Hebamme des 17. Jh. - Séverin Pineau, französischer Chirurg - Jan Huygen van Linschoten, holländischer Kaufmann, Autor und Entdecker - Lorenzo Pignoria Antiquar und Philologe - Olivier van Noort niederländischer Admiral und Weltumsegler - Francis Drake englischer Freibeuter, Entdecker, Vizeadmiral und Weltumsegler. - Jacques le Moyne französischer Zeichner und Maler der Neuen Welt - Walter Raleigh englischer Seefahrer, Entdecker und Schriftsteller - Jacob Ulfeldt dänischer Kanzler, Diplomat und Entdecker. - Hans Staden deutscher Landsknecht in Südamerika, Festungskommandant und Reiseschriftsteller noch einzuordnen - Franz Keßler |

### Werke
Johann Theodor de Brys Verlagsprogramm in Oppenheim setzte die Tradition des von seinem Vater gegründeten Frankfurter Unternehmens fort, das ja dort weiter bestand. Daher taucht auch für die Oppenheimer Zeit häufig als Verlagsort Frankfurt auf.
Die Kontinuität galt vor allem für die Fortsetzung (Teile 7–25) und Neuauflagen der Ausgaben der Großen und Kleinen Amerika-Reisen (West–Indische Reisen) sowie den Ost–Indischen Reisen (Asien), die mit den Texten damaliger Amerikakundigen wegen der Kupferstiche für gewöhnlich unter dem Namen de Brys verzeichnet werden. Für sie hatte de Bry im Februar 1617 beim Kaiser ein Privileg beantragt.
Hierzu gehören:
- De Bry: Dritte Buch Americae (Frankfurt, 1593)

Johann Staden von Homberg auß Hessen: Brasilia auß eigener Erfahrung in Teutsch beschrieben
Ioannis Lerij: Hitoria der Schiffahrt in Brasilien, von Newem verteutscht"
Eine Auswahl der sonstigen von de Bry verlegten Druckwerke:
- Helisäus Röslin: Mitternächtliche Schiffahrt (Oppenheim, 1610)
- Wilhelm Fabricius: Medizinische Werke
- Marie-Louise Bourgeois: Ein gantz new nützlich und nohtwendig Hebammen Buch… (1626, aus dem Französischen)
- Giorgio Basta: militärische Handbücher aus seinen Erfahrungen der Kriegsführung in Osteuropa, möglicherweise Neuauflagen von Il maestro di Campo generale… (zuerst Venedig, 1606) und seine posthum veröffentlichte Arbeit Il governo della cavalleria leggiera (zuerst Venedig, 1612).
- Kunstbüchlein vom Geschütz und Feuerwerk. Frankfurt am Main 1614 und 1619.[9]
- Caspar Bauhin: Vivae imagines partium corporis humani […]. (1620)
- Caspar Bauhin: Theatrum anatomicum (1621)
- Jacques Perret: Architectura et perspectiva etlicher Festungen, Städt, Kirchen, Schlösser (Frankfurt, 1602 sowie Oppenheim, 1613)
- Balduin Clodius: 3 Bücher, eines davon Officina Chymica. Das ist: Künstliche Spagyrischen Zubereitung der Animalischen, Vegetabilischen, Metallischen vnd ...
- Johann Adam Lonicerus: Historia Chronologica Pannoniae : Ungarische und Siebenbürgische Historia… (Frankfurt, 1607)
- Jean Jacques Boissard: Bibliotheca Chalcographica (Frankfurt: Ammonius, 1650–1664)
- Daniel Specklin: Architectura Von Vestungen (Straßburg, 1608)
- Samuel Braun: Anhang der Beschreibung deß Königreichs Congo (Frankfurt am Main 1625)
- Julius Wilhelm Zincgref: Emblematum Ethico-Politicorum Centuria Iulii Guilielmi Zincgrefii (Frankfurt am Main, 1619)
- Paracelsus: De Peste Aureoli Theophrasti Paracelsi Tractatus (Frankfurt, 1613)
- Jan Huygen van Linschoten: II. Pars Indiae Orientalis : In Qua Johan. Hugonis Lintscotani Navigatio in Orientem,… (Francfordiae, 1628)
- Lorenzo Pignoria: Characteres Aegyptii, hoc est, Sacrorum, Quibus Aegyptii Utuntur (Francofurti, 1608)
- Olivier van Noort: Additamentum Nonae Partis Americae. Hoc est, Vera Et Accurata Descriptio Longinquae, Diuturnae Ac Periculossissimae Navigationis (Francofurti, 1602)
- Francis Drake: Historia Americae Sive Novi (Francofurti, 1625 unter Merian)
- Jacques le Moyne: Warhafftige Abconterfaytung der Wilden in America sowie Der ander Theil der Newlich erfundenen Landtschafft Americae (Franckfort am Mayn, 1603)
- Bonaiuto Lorini: Fünff Bücher Von Vestung Bauwen (Franckfurt am Mayn, 1607)
- Walter Raleigh: Achter Theil Americae (Franckfurt, 1624)
- Diego de Ufano: Archeley / Das ist: Gründlicher und Eygentlicher Bericht von Geschütz und aller zugehör (Franckfurt, 1614)
- Séverin Pineau: Hebammen Buch (Franckfurt: Merian, 1626)
- Jacob Ulfeldt: Nobiliss (Francofurti : Merianus, 1627)
- Hans Staden: Americae Tertia Pars Memorabile[m] provinciae Brasiliae Historiam contine[n]s (Francofurti Ad Moenum, 1592, erschienen 1605)

## Einzelbelege und Anmerkungen
1. ↑  Das Geburtsjahr scheint manchen Quellen unsicher zu sein, da man oft „um 1561“ angegeben sieht.
2. ↑  Lüttich laut Wolfgang Klötzer (Hrsg.): Frankfurter Biographie. Personengeschichtliches Lexikon. Erster Band. A–L (= Veröffentlichungen der Frankfurter Historischen Kommission. Band XIX, Nr. 1). Waldemar Kramer, Frankfurt am Main 1994, ISBN 3-7829-0444-3.
3. ↑  8. August 1623 in Langenschwalbach laut Wolfgang Klötzer (Hrsg.): Frankfurter Biographie. Personengeschichtliches Lexikon. Erster Band. A–L (= Veröffentlichungen der Frankfurter Historischen Kommission. Band XIX, Nr. 1). Waldemar Kramer, Frankfurt am Main 1994, ISBN 3-7829-0444-3.
4. ↑  Hier besteht Verwechslungsgefahr mit seinem Vater Theodor de Bry (* 1528 in Lüttich; † 27. März 1598 in Frankfurt am Main), der in der Literatur verschiedentlich mit den gleichen Vornamen Johann Theodor und Johann Dietrich bezeichnet ist.
5. ↑  Margarete Braun-Ronsdorf: Bry, Johann Theodor de. In: Neue Deutsche Biographie (NDB). Band 2, Duncker & Humblot, Berlin 1955, ISBN 3-428-00183-4, S. 692 f. (Digitalisat).
6. ↑  In seinem Rückkehrgesuch beteuert er, dass er auf Betreiben anderer „etlich nasweise Leuthe stetiges antreiben und verheissungen guldener Berge, denen es doch entlich selbst misslungen“ und „etliche Klüglinge“ sich zu diesem Schritt entschlossen habe.
7. ↑  Die Annahme steht allerdings im Widerspruch zu de Brys Rückkehransuchen an die Stadt Frankfurt im nächsten Abschnitt.
8. ↑  Kurzdarstellung siehe Werkebeschreibung im Artikel zum Vater Theodor de Bry
9. ↑  Wilhelm Hassenstein, Hermann Virl: Das Feuerwerkbuch von 1420. 600 Jahre deutsche Pulverwaffen und Büchsenmeisterei. Neudruck des Erstdruckes aus dem Jahr 1529 mit Übertragung ins Hochdeutsche und Erläuterungen von Wilhelm Hassenstein. Verlag der Deutschen Technik, München 1941, S. 91.

| Personendaten    | Personendaten                       |
| ---------------- | ----------------------------------- |
| NAME             | Bry, Johann Theodor de              |
| ALTERNATIVNAMEN  | Brey; Bruy; Breh                    |
| KURZBESCHREIBUNG | Verleger und Kupferstecher          |
| GEBURTSDATUM     | um 1561                             |
| GEBURTSORT       | unsicher: Straßburg oder Lüttich    |
| STERBEDATUM      | 31. Januar 1623 oder 8. August 1623 |
| STERBEORT        | unsicher: Langenschwalbach          |